# Музейный переулок (Псков)
Музейный переулок — короткая, около 200 м, улица в исторической части Пскова. Проходит от улицы Некрасова к улице Свердлова.

## История
Историческое название — Поганкин — по фамилии местного домовладельца. Современное название с 1929 года.
При раскопках в сентябре 2016 года на месте снесённого дома был обнаружен клад монет, орденов, серебряных изделий и проч..

## Достопримечательности

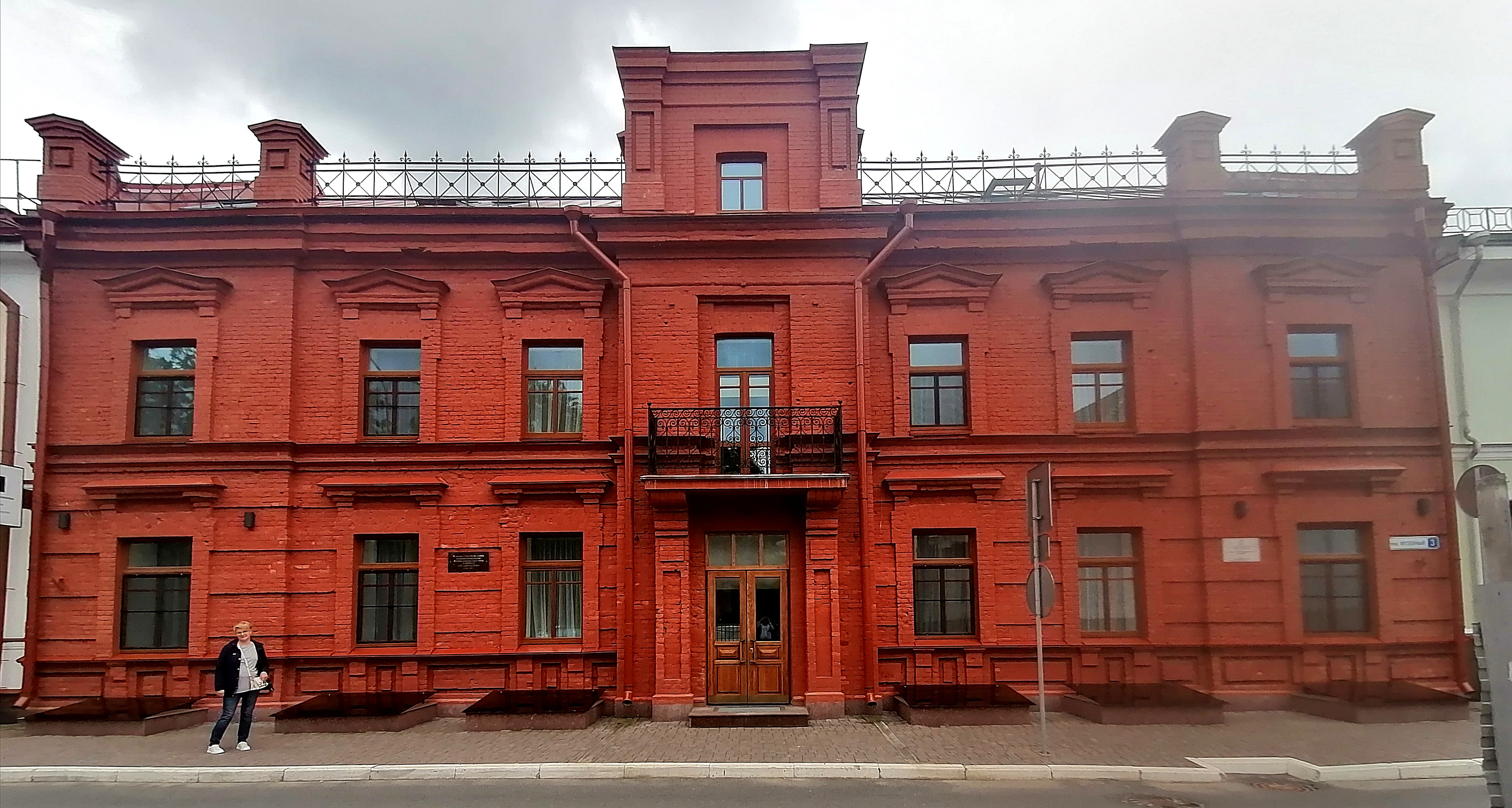
В. К. Черёхинского

д. 3 — бывший доходный дом В. К. Черёхинского (около 1904 г.)

## Известные жители

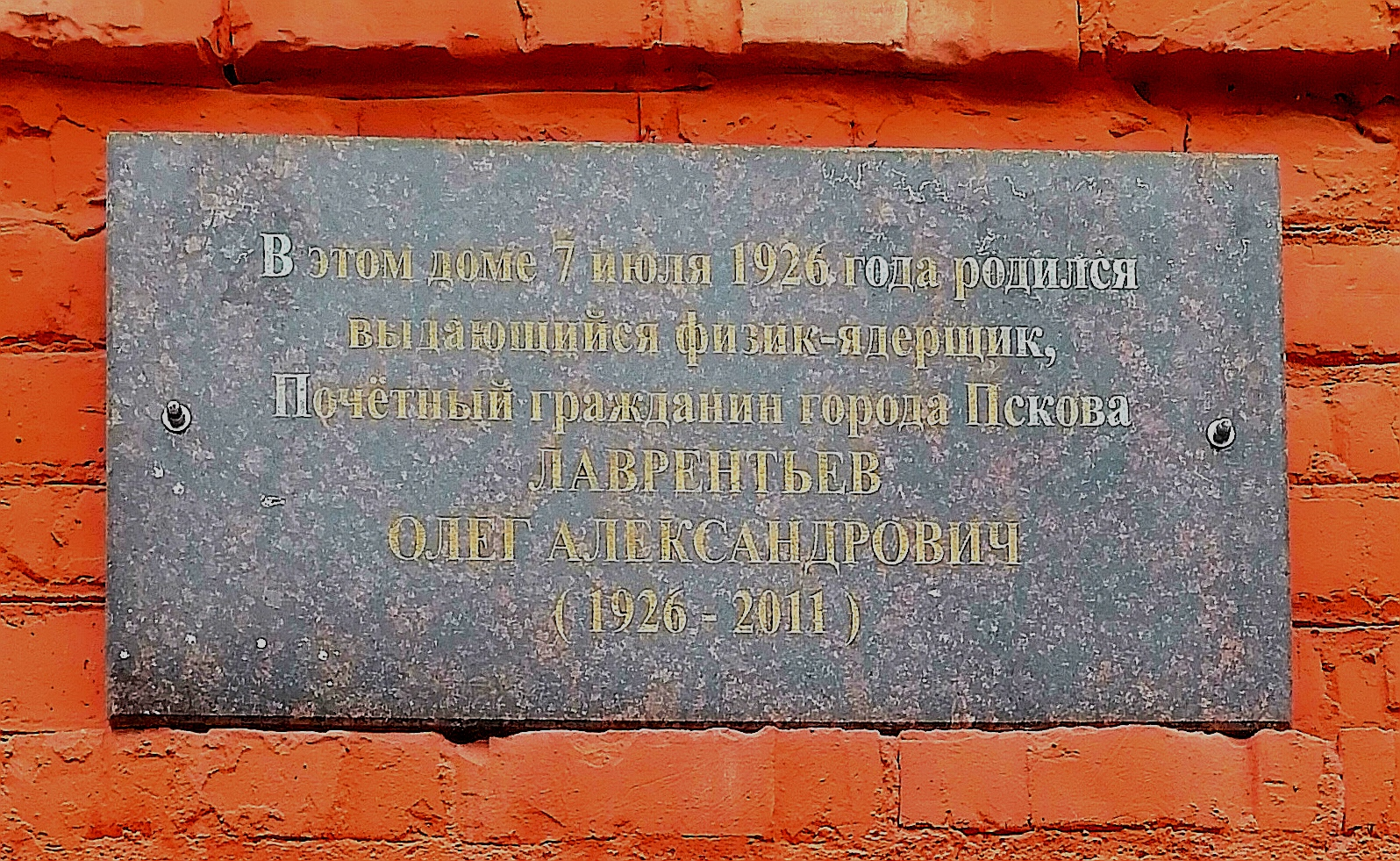
Мемориальная доска О. Лаврентьеву

д. 3 — О. А. Лаврентьев (мемориальная доска)